# Species II
Species II (titulada: Especies II en Hispanoamérica y Especie mortal II en España) es una película de ciencia ficción, del año 1998, dirigida por Peter Medak y protagonizada por Michael Madsen, Marg Helgenberger y Natasha Henstridge. Es la segunda parte de la película Species, estrenada en el año 1995.

## Argumento
La NASA envía una misión tripulada a Marte. En esa misión, en la que viajan tres astronautas, se recogen unas muestras que, sin ellos saberlo, contienen restos de ADN alienígena, similar al que utilizaron para crear a Sil, la especie resultante de la combinación del ADN humano con el ADN alienígena. Durante el vuelo de regreso a la Tierra, el ADN alienígena cobra vida e infecta a los astronautas, quienes lo transportan a la tierra produciendo una contaminación biológica.
La mujer astronauta muere al mantener relaciones sexuales con su pareja, de las cuales surge una criatura que es inmediatamente exterminada. Otro de los astronautas no resulta infectado debido a que es portador de una enfermedad sanguínea que lo hace inmune. Mientras que el capitán de la misión, Patrick Ross, resulta totalmente infectado. Luego de ver la muerte de su pareja y la aparición de un niño allí, se suicida. Pero se regenera gracias al ADN alienígena, convirtiéndose en una criatura híbrida similar a Sil. 
Mientras tanto el laboratorio espacial crea un duplicado genético de Sil llamada Eve, la cual es criada únicamente en presencia de mujeres y en un ambiente más humano —lo cual apacigua sus instintos alienígenas—, con el fin de encontrar un método de aniquilar a la especie por si algún día logra regresar. Mientras tanto, Patrick sufre un trastorno, y es que cuando el instinto alien toma el control, posteriormente no recuerda nada de lo sucedido. Entonces se dedica a acostarse con todo tipo de mujeres dando lugar a nuevas criaturas que va criando en una casa de campo que posee.
Se llama al mismo equipo de búsqueda de la entrega anterior para que lo encuentren y lo maten. Es entonces cuando tras hablar con un profesor ingresado en un psiquiátrico se descubre que el gobierno tenía constancia de la existencia de ADN alienígena en Marte y que es de la muestra de un meteorito proveniente de Marte de donde sacaron el ADN para crear a Sil. Finalmente, Eve y Patrick se encuentran en la base, pero no logran tomar contacto debido a que Eve está encerrada. Patrick huye hasta el lugar donde mantiene escondidas a las criaturas. En eso se encuentra con su padre con quien tiene una dura relación. Este intenta ayudarlo para evitar que los militares lo encuentren, pero termina asesinado. Las criaturas engendradas se convierten en capullos en fase de metamorfosis.
Mientras tanto Eve, gracias al tratamiento que le dieron para despertar su poder, aumenta su fuerza y logra escapar de la base. La persiguen, mientras ella roba un jeep y llega hasta la casa de campo. Allí se encuentra de nuevo con Patrick y se aparean, pero posteriormente son asesinados junto con los capullos del resto de criaturas nacidas de Patrick y sus relaciones con diferentes mujeres. Sin embargo, en el traslado del cadáver de Eve, resulta que se encuentra embarazada, a la vez que en el camión viaja una criatura que se ha colado en la misma sin haber sido localizada por los exterminadores, la cual en la tercera entrega se denominará como "un mestizo".

## Reparto
- Michael Madsen - Preston Lennox
- Natasha Henstridge - Eve
- Marg Helgenberger - Dr. Laura Baker
- Justin Lazard - Patrick Ross
- Mykelti Williamson - Dennis Gamble
- George Dzundza - Coronel Carter Burgess Jr
- James Cromwell - Senador Judson Ross
- Myriam Cyr - Anne Sampas
- Sarah Wynter - Melissa
- Baxter Harris - Dr. Orinsky

## Recepción
Esta película, al contrario de la primera, fracasó en todos los frentes.

## Secuela
- Species III (2004)